# Paul Sérusier

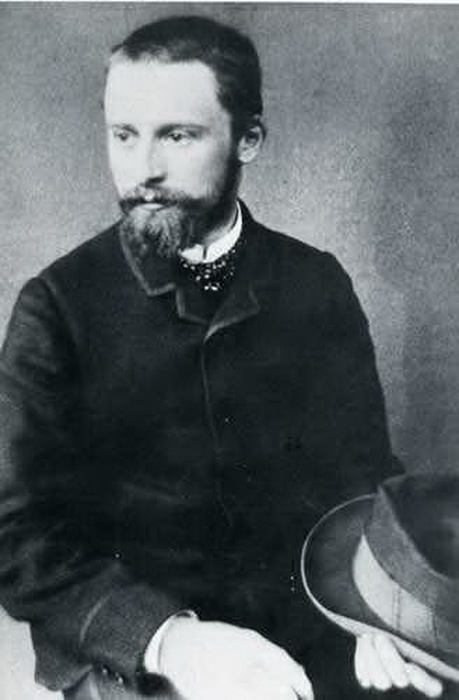
Paul Sérusier.

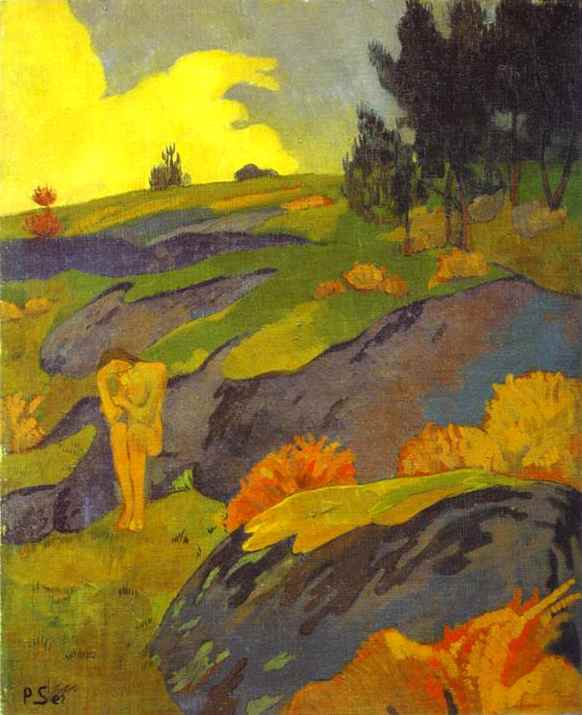
Eva bretona o Melancolía (hacia 1891), óleo sobre lienzo (73 × 60 cm), París, Musée d'Orsay.

Paul Sérusier (París, 9 de noviembre de 1864 - Morlaix, 7 de octubre de 1927) fue un pintor francés perteneciente al posimpresionismo, asociado al movimiento de los Nabis.
Para entender a Paul Sérusier es necesario echar un vistazo a la llamada Escuela de Pont-Aven. Pont-Aven es un lugar de Bretaña al que se traslada Paul Gauguin en un momento de su vida, buscando algo nuevo en su carrera. Tras trabajar en la capital francesa, decide trasladarse allí para encontrarse con un ambiente más primigenio, con una cultura rural. Junto a Émile Bernard y Sérusier formará la llamada Escuela de Pont-Aven (1886-1891).

## Biografía

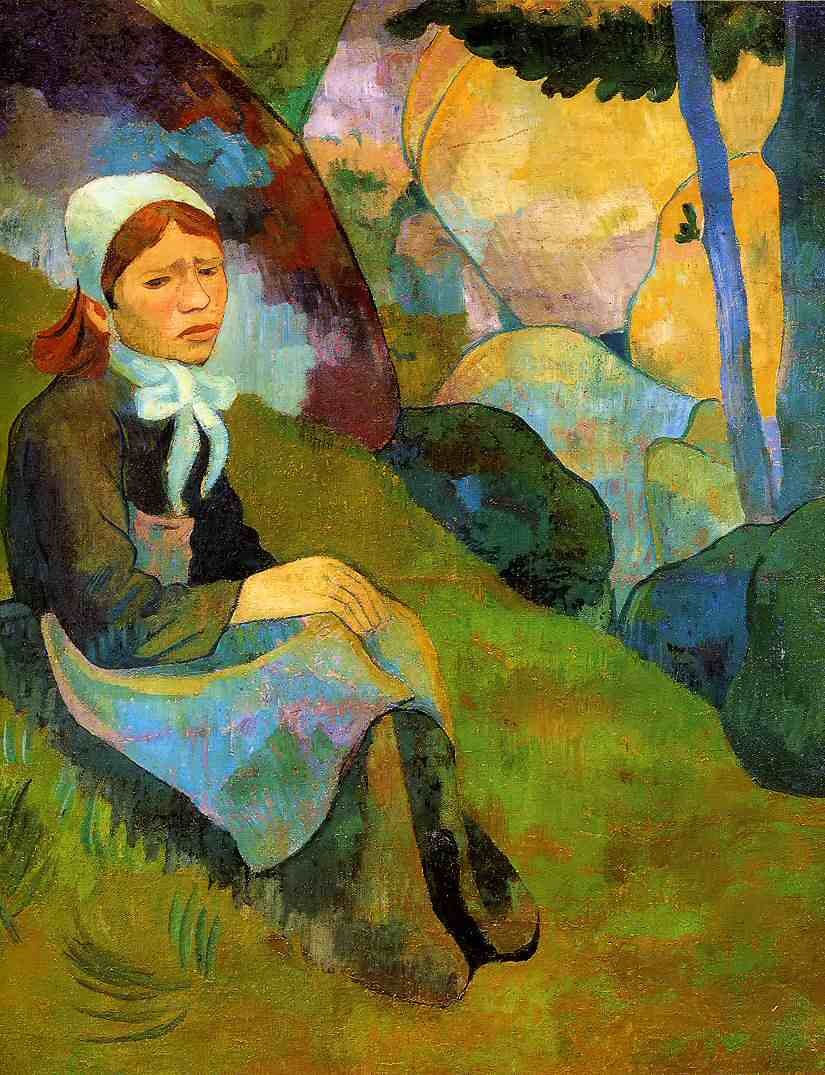
Serusier, Soledad - Rennes.

Paul Sérusier nació en una familia adinerada de clase media. Su padre, un hombre de negocios que trabajaba en la industria del perfume y que le proporcionó una educación clásica. En 1875, Sérusier fue admitido en el Lycée Condorcet de París, donde estudió filosofía, griego, latín y ciencias y en el que recibió sus dos títulos en filosofía y matemáticas en 1883.
En 1885, después de haber trabajado durante un corto tiempo en compañía de un amigo de su padre, ingresó en la Academia Julian. De carácter agradable, simpatiza rápidamente con los estudiantes y los profesores. Su amistad con Maurice Denis data de esta época.
Pasó una pequeña parte del verano de 1888 en la pensión Gloanec en Pont-Aven, en Bretaña, un pueblo que atrajo entonces a muchos artistas franceses y extranjeros. Allí, su atención se centra en un pequeño grupo de artistas que giran en torno a Émile Bernard y Paul Gauguin. Se acerca a ellos e incluso recibe una lección de pintura de Paul Gauguin, después de mostrarle uno de sus cuadros. Gauguin anima a Sérusier a deshacerse de la restricción imitativa de la pintura, a utilizar colores puros y vivos, a no dudar en exagerar sus visiones y a dar a sus pinturas su propia lógica decorativa y simbólica.
Sérusier regresa a París con un pequeño cuadro pintado bajo la dirección de Gauguin, y lo muestra con entusiasmo a sus compañeros, compartiendo así sus nuevas ideas aprendidas de Gauguin. La pintura pasa a llamarse El talismán. Se desarrollan debates entre él y los otros estudiantes. En el verano de 1889, Sérusier regresó a la región de Pont-Aven y se instaló en el pueblo de Pouldu con Paul Gauguin, Charles Filiger y Meyer De Haan en la pequeña posada de Marie Henry, que rápidamente se convirtió en el hogar de la escuela de Pont-Aven .
Con sus amigos, Pierre Bonnard, Maurice Denis, Henri-Gabriel Ibels, Paul-Élie Ranson, quienes compartían sus ideas, Sérusier formó un grupo, los nabis (“profetas” en hebreo). Se reunían regularmente para hablar sobre teorías del arte, simbolismo, ocultismo y esoterismo. Posteriormente se incorporan al grupo Armand Seguin, Édouard Vuillard y Ker-Xavier Roussel. Durante un breve período, contribuyó al arte de vanguardia participando en exposiciones, produciendo decorados teatrales y colaborando en pequeñas revistas, incluida la La Revue Blanche. Sin embargo, alrededor de 1896 los lazos del grupo se aflojaron y cada uno tomó una dirección individual. En el verano de 1891, Sérusier abandonó Pont-Aven y Le Pouldu para instalarse en Huelgoat, a donde regresó en el verano de 1892 y donde conoció a la actriz polaca Gabriella Zapolska. Pintó figuras monumentales y sólidas de campesinos bretones. Su paleta cambia, ya no usa colores puros sino que los rompe con grises. A partir de 1893, se trasladó con Gabriella Zapolska a Châteauneuf-du-Faou en Finistère, lugar que se convertiría en su residencia principal a partir de 1906 y que lo seguirá siendo hasta el final de su vida.
Desde el estudio en su casa en "Duchenn Glas" ("Green Tertre" en bretón), disfruta de una vista del valle de Pontadig y las Montañas Negras. Decora la casa con pinturas sobre temas religiosos, paganos o esotéricos (esta casa fue catalogada como monumento histórico en 1995 (pero al ser propiedad privada, no se puede visitar).
Pasó sus inviernos en París, trabajando con su amigo Lugné-Poe, fundador del Théâtre de l'Oeuvre. Muchos artistas nabis, incluido Sérusier, trabajaban en los decorados y el vestuario del teatro simbolista. En estas obras, los artistas expresan su ideal de simplificación y síntesis utilizando varios medios de expresión. A partir de 1892 expone regularmente en Le Barc de Boutteville (París).
En 1895, Sérusier aceptó una invitación de su amigo, Jan Verkade, para visitar el monasterio benedictino de Beuron, Alemania. Los monjes-artistas del monasterio tienen principios según los cuales las leyes de la belleza son divinas, misteriosamente ocultas en la naturaleza, y solo pueden ser reveladas a artistas con un sentido de proporción y armonía de la forma.
Se entusiasmó con esta doctrina y, a su regreso a París, intentó convencer a sus amigos de su novedad y de su importancia, pero no encontró el éxito esperado y se distanció de sus viejos amigos. Después de varios viajes a Beuron, se propuso como objetivo aplicar la doctrina de los monjes desarrollando un arte basado en el cálculo y la medición.
Sus últimos estudios sobre el arte egipcio, los primitivos italianos y los tapices medievales le llevaron a realizar obras decorativas.
Sérusier enseñó regularmente en la Académie Ranson de París desde 1908. Durante el verano de 1908, comenzó a pintar los tres paneles de las Bacanales, incluida el Cortège de Pan, donde representó a su amigo Albert Clouard (1866-1952) bajo los rasgos del dios de los pastores y rebaños.
El 22 de febrero de 1912 contrae matrimonio con una de sus alumnas, que conoció en esta academia, Marguerite Gabriel-Claude, más conocida como pintora bajo el nombre de Marguerite Sérusier, a quien Maurice Denis ofreció como regalo de bodas su cuadro Le Pardon de Guidel, un óleo sobre lienzo pintado en 1904.
En 1921 publicó ABC de la peinture, un breve tratado en el que desarrolló sus teorías sobre el arte, que es el resumen de toda su investigación estética.
En mayo de 1927, la revista L'Art et les Artistes publicó un extenso artículo de Charles Chassé, dedicado a su obra.
Paul Sérusier murió el 7 de octubre de 1927 en una calle de Morlaix, repentinamente aquejado por un infarto mientras iba a visitar a su esposa hospitalizada. Está enterrado en el cementerio Saint-Charles de Morlaix. Por iniciativa de sus amigos, se erigió sobre su tumba una estela funeraria diseñada por Maurice Denis y coronada con un busto de bronce de Sérusier de Georges Lacombe.

## El Talismán

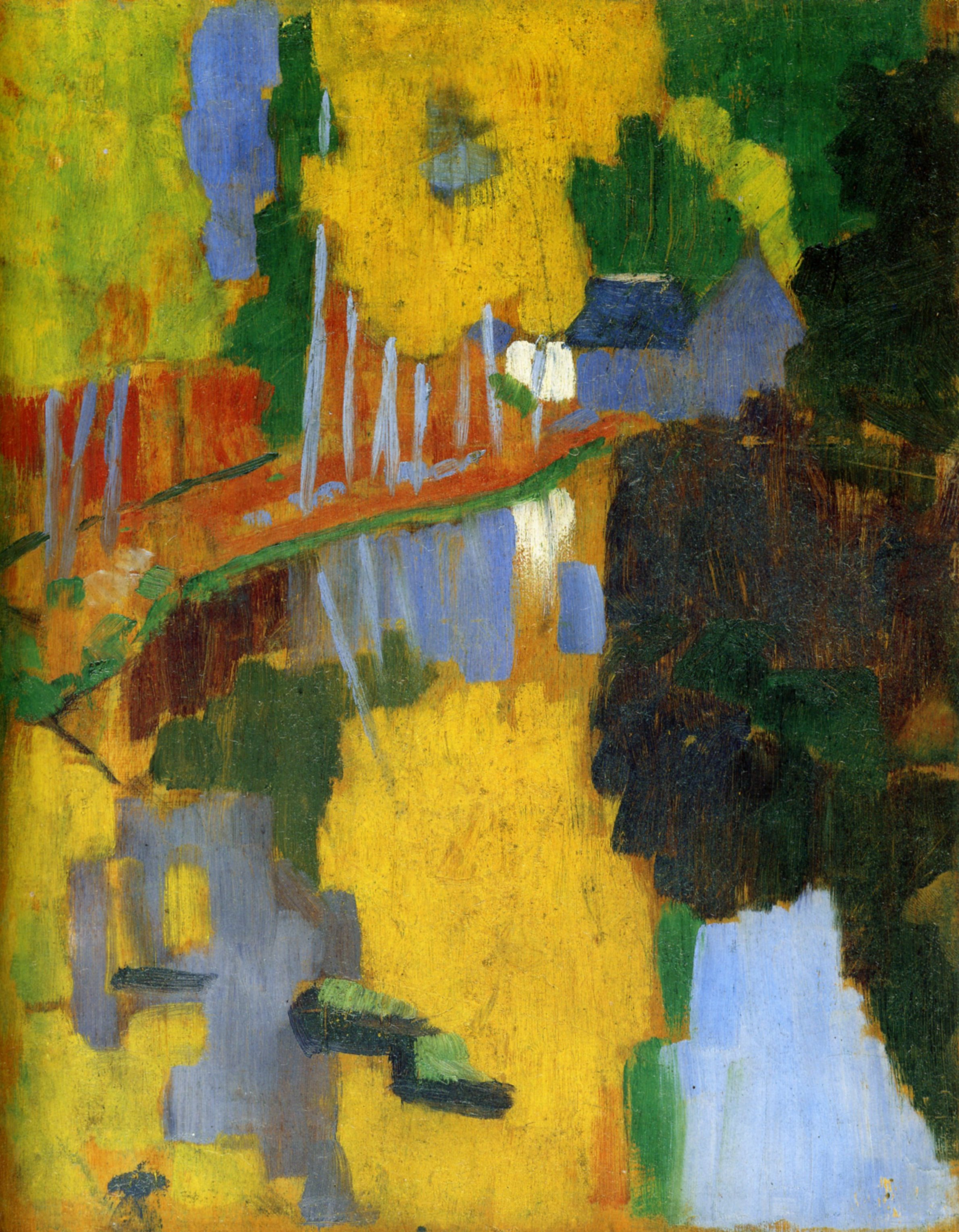
Paul Sérusier, El talismán, 1888, óleo sobre madera. 27 x 21.5 cm. Museo de Orsay, París, Francia.

El talismán es la obra más importante de Sérusier. El verano de 1888 Paul Sérusier coincide con Paul Gauguin en Pont-Aven y allí pinta esta obra, influenciado por el consejo de Gauguin: «Si ves amarillo, elige el amarillo más estridente que tengas en la paleta y aplícalo al cuadro».
Esta obra, pintada en la tapa de una caja de cerillas, causó gran expectación a su vuelta a París (de ahí su nombre El talismán, porque la enseñaban como si fuera un tesoro) y alrededor de tal concepto apareció el grupo de los Nabis. Las características básicas de este grupo son: el espíritu de síntesis, la ornamentalidad y sobre todo la aplicación de colores intensos que no se corresponden con la realidad.
Este cuadro tiene detrás un significado y una anécdota muy curiosos. Paul Sérusier tenía muchas dudas con respecto a la pintura; no sabía que hacer, cómo avanzar y enfocar su obra. Gauguin le dio una caja de cerillas y le dice que pinte algo en ella. El grupo acabará llamando a la caja de cerillas La caja mágica. Gauguin aconseja en este momento a Sérusier que pinte lo que él quiera, sin necesidad de que sea algo que se refiera a la realidad, pintándola tal y como él la ve. «Arte es lo que tú ves, la emoción que te produce», decía Gauguin.
Algo que cala entre los artistas del grupo que en ese momento están todavía comenzando a fraguar el camino que van a seguir en su producción. De ahí que esta caja de cerillas se convierta en la clave del grupo Nabi. La obra posee además cierta tendencia a la abstracción. Representa un paisaje, con árboles, una casa y agua donde se refleja todo.

## Otras obras del autor

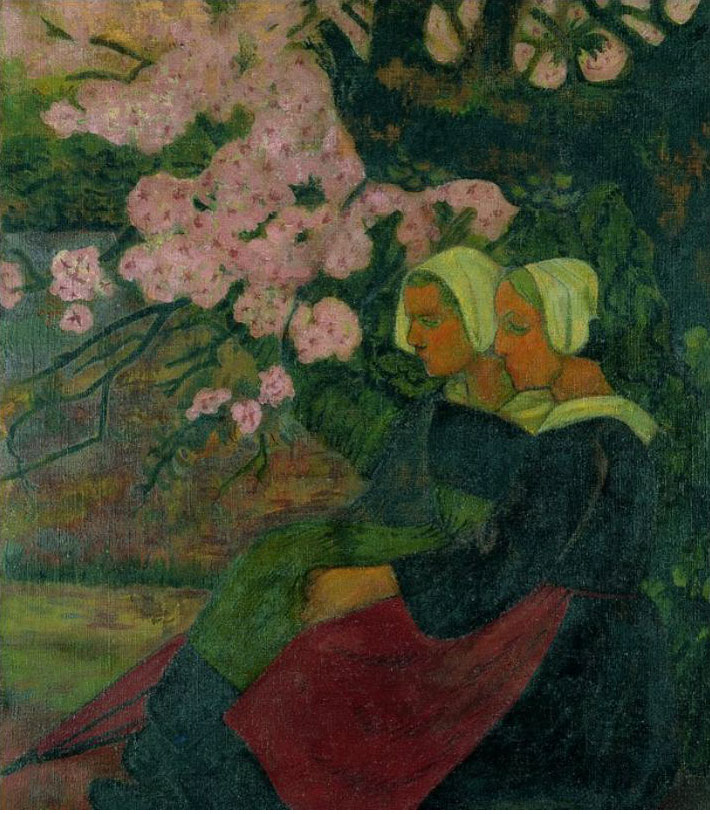
Dos bretonas bajo un manzano, Paul Serusier, 1892.

Además de El talismán, cabe destacar dos obras más dentro de su producción:
- Dos bretonas bajo un manzano; también realizará escenas de la vida cotidiana. Aparecen a menudo, como en las obras de Gauguin, mujeres bretonas (que representan la naturaleza, la tradición, lo ancestral, etc.). Casi nunca aparecerán hombres. En este cuadro son dos mujeres en actitud contemplativa. Cabe destacar la gran influencia que tiene del japonismo, sobre todo en la parte del árbol (éstos suelen ser árboles en flor, que nos recuerdan a las estampas japonesas y a ciertos cuadros de Van Gogh).
- El encantamiento del bosque sagrado. Todo aparece simplificado: pintura plana, decorativismo, tema de carácter sagrado de marcada religiosidad con un claro matiz simbólico. Como destacó más por su producción teórica que práctica, no podemos olvidarnos de su libro Manual ABC de la pintura donde pone por escrito todas estas teorías vinculadas al movimiento.